# Tata Magic
Tata Magic — индийский микровэн производства Tata Motors. Является производной моделью от Tata Ace.

## История
Автомобиль Tata Magic производится с 2007 года. За его основу был взят малотоннажный грузовой автомобиль Tata Ace. Вместимость автомобиля Tata Magic составляет 4—7 пассажиров.
Двигатель автомобиля — 2-цилиндровый, объёмом 700 см3, мощностью 16 л. с., соответствует стандарту BS-III для экономии топлива. Передняя ось автомобиля предусмотрена для эксплуатации на бездорожье.
Существуют также модификации Tata Magic Iris и Tata Magic Express. Двигатель последней соответствует стандарту BS-VI, вместимость — 10 пассажиров.